# Аджукру
Аджукру — язык, на котором говорят в 49 деревнях в департаменте Дабу Кот-д’Ивуара. В качестве системы письма используется латинский алфавит.
Является развитым языком (EGIDS 5). Он стандартизирован, имеет литературу и активно используется людьми всех возрастов и поколений как дома, так и в различных сферах общества, хотя и не является полностью устойчивым. От 25 % до 50 % тех, кто обучается на этом языке, используют его в качестве второго.
Алфавит на латинской основе принят в 1978 году. В 1986 году реформирован (tch заменено на с, dj — на j, ÿ — на ny) и принял следующий вид: A a, B b, C c, D d, E e, Ɛ ɛ, F f, G g, Gb gb, H h, I i, J j, K k, Kp kp, L l, M m, N n, Ny ny, Ŋ ŋ, O o, Ɔ ɔ, P p, R r, S s, T t, U u, W w, Y y.